# آستین اریس
آستین اریس (انگلیسی: Austin Aries؛ زادهٔ ۱۵ آوریل ۱۹۷۸) کشتی‌گیر کشتی حرفه‌ای اهل ایالات متحده آمریکا است.